# Karrebæk Sogn
Karrebæk Sogn 
ist eine Kirchspielsgemeinde (dän.: Sogn)
auf der Insel Sjælland im südlichen Dänemark.
Bis 1970 gehörte sie zur Harde Øster Flakkebjerg Herred im damaligen Sorø Amt, danach zur Næstved Kommune im Storstrøms Amt, die im Zuge der  Kommunalreform zum 1. Januar 2007 in der „neuen“ Næstved Kommune in der Region Sjælland aufgegangen ist.
Im Kirchspiel leben 2495 Einwohner, davon 1808 im Kirchdorf Karrebæksminde (Stand: 1. Januar 2023).
Im Kirchspiel liegt die Kirche „Karrebæk Kirke“.
Nachbargemeinden sind im Westen Fyrendal Sogn, im Nordwesten Marvede Sogn, im Norden Hyllinge Sogn und Vallensved Sogn und im Osten Fodby Sogn.